# 克利米夫希納
49°37′16″N 23°19′0″E / 49.62111°N 23.31667°E
克利米夫希納（烏克蘭語：Климівщина），是烏克蘭西部的村莊，隸屬利維夫州的桑比爾區。該村始建於1430年，面積0.04平方公里，海拔高度271米，2015年人口4，人口密度每平方公里200人。